# Anomopus chasmagnathi
Anomopus chasmagnathi är en hjuldjursart som beskrevs av Mane-Garzon och Montero 1973. Anomopus chasmagnathi ingår i släktet Anomopus och familjen Philodinidae. Inga underarter finns listade i Catalogue of Life.